# Cichla
Cichla és un gènere de peixos de la família dels cíclids i de l'ordre dels perciformes originari de les conques de l'Amazones, de l'Orinoco i dels rius de les Guaianes. Les espècies d'aquest gènere són entre els cíclids més grossos d'Amèrica del Sud, com ara Cichla temensis que pot arribar als 99 cm de llargària i als 12,2 kg de pes.

## Taxonomia
- Cichla intermedia (Machado-Allison, 1971)
- Cichla jariina (Kullander & Ferreira, 2006)[1]
- Cichla kelberi (Kullander & Ferreira, 2006)[1]
- Cichla melaniae (Kullander & Ferreira, 2006)[1]
- Cichla mirianae (Kullander & Ferreira, 2006)[1]
- Cichla monoculus (Spix & Agassiz, 1831)
- Cichla nigromaculata (Jardine & Schomburgk, 1843)
- Cichla ocellaris (Bloch & Schneider, 1801)
- Cichla orinocensis (Humboldt a Humboldt i Valenciennes, 1821)
- Cichla pinima (Kullander & Ferreira, 2006)[1]
- Cichla piquiti (Kullander & Ferreira, 2006)[1]
- Cichla pleiozona (Kullander & Ferreira, 2006)[1]
- Cichla temensis (Humboldt a Humboldt i Valenciennes, 1821)[3]
- Cichla thyrorus (Kullander & Ferreira, 2006)[1]
- Cichla vazzoleri (Kullander & Ferreira, 2006)[1][4][5][6][7][8][9][10]